# Estación de Créteil - Université
La estación de Créteil - Université es una estación del metro de París situada en la comuna de Créteil, al sureste de la capital. Pertenece a la línea 8. 

## Historia
Fue inaugurada el 14 de septiembre de 1974 tras la prolongación de la línea 8 hacia Créteil. 
Debe su nombre a la Universidad Paris-Est Créteil Val-de-Marne a la que da acceso.

## Descripción
Como casi todo el tramo de Créteil la estación es aérea y compuesta de dos vías y dos andenes laterales.